# Rolf Schweiger
Rolf Schweiger, né le 9 janvier 1945 à Baar (originaire du même lieu) où il meurt le 11 janvier 2025, est un avocat et homme politique suisse membre du Parti radical-démocratique (PRD). Il préside le PRD en 2004.

## Biographie
Originaire de Baar, Rolf Schweiger étudie le droit à l'Université de Zurich avant d'être admis en 1970 au barreau comme avocat et notaire. Depuis 1976, il est partenaire au sein du cabinet d'avocats « Schweiger Advokatur/Notariat » qui compte désormais douze avocats.
Membre du PRD dès 1970, sa carrière politique commence avec son élection au parlement du canton de Zoug, où il siège jusqu'en 1974 puis à nouveau de 1976 à 1994. De 1980 à 1994, il y préside le groupe parlementaire PRD.
De 1999 à 2011, Rolf Schweiger représente le canton de Zoug au Conseil des États. En 2004, il assure brièvement la présidence du PRD suisse, mais démissionne après quelques mois en raison d'un burnout. En mai 2011, il annonce qu'il ne se représente pas aux élections fédérales de 2011.
Il est marié et père de deux enfants.
Rolf Schweiger meurt le 11 janvier 2025 à Baar, à l'âge de 80 ans.